# Makoa
Makoa, mala etnička skupina od oko 80 069 pripadnikana Madagaskaru, potomci robova iz Mozambika koji žive na zapadnoj obali otoka. Makoji danas čine oko 1% stanovništva države. Pretežno ispovijedaju animizam i kršćanstvo.
Makoaje kao i srodni Sakalave govore malgaškim makrojezikom.

## Povijest
Makoje su potomci bantu robova iz Mozambika (iz plemena Makoa), koje su trgovci robovima prodavali po Kraljevstvu Sakalava u 18. stoljeću. Prvotno ih se držalo podskupinom naroda Sakalava, ali su danas priznati kao jedan od 18 malgaških naroda. Poneki ih zbog rasne sličnosti pogrešno povezuju s narodom Vezo.
Iako su formalno slobodni ljudi, njihova integracija u malgaško društvo sporo teče zbog brojnih predrasuda i tabua koji vladaju u društvu. Kako je za Malgaše neobično važno gdje su im pokopani preci, a to pravo je Makoama uskraćivano kao robovima (oni su pokapani uz noge svog gospodara), tako su oni i danas podcjenivani kao ljudi bez grobova svojih predaka. Time su kao ljudi bez prošlosti, i zapravo se na njih gleda još uvijek kao na robove. Malgaške vlasti trude se emancipirati Makoje i izjednačiti ih s ostalim etničkim skupinama, a kao jedan od koraka u tom cilju organiziran je skup prisjećanja na njihovo ropstvo 29. studenog 2008. godine u gradu Morondavi.
Makoji su najčešće znatno krupnije građe od ostalih Malgaša, zbog čega su ih Francuzi u doba svoje kolonijalne uprave u prvoj polovini 20. stoljeća birali za policajce i vojnike.

## Geografska rasprostranjenost
Makoji žive na zapadnoj obali Madagaskara. Isprva ih je najviše bilo na sjeveru, a danas se sve više sele na jug oko rijeke Onilahi.

## Vanjske poveznice
- The Makoa in the West Coast of Madagascar na portalu Nordiska afrikainstitutet[neaktivna poveznica]